# チャバネツヤハムシ
チャバネツヤハムシ Phygasia fulvipennis はハムシ科の昆虫の1つ。黒い体に前翅が黄褐色をしている。ガガイモを食べる。

## 特徴
体長が5.0-6.0mmの甲虫。ハムシとしては扁平な印象の昆虫で、頭部と前胸背は黒く、前翅は赤褐色で光沢がある。胸部腹面は黒褐色で、腹部は赤褐色をしている。触角の第2節は第3節より遙かに短い。前胸背は表面全体に細かな点刻があり、また後の縁沿いに深い横向きの溝があり、その両端には明瞭な縦向きに走る溝がある。前翅には微細な点刻が密にあり、外側の縁近くには肩部分から縁の線に平行に走るはっきりした隆起の線がある。

## 生態など
食草はガガイモ。

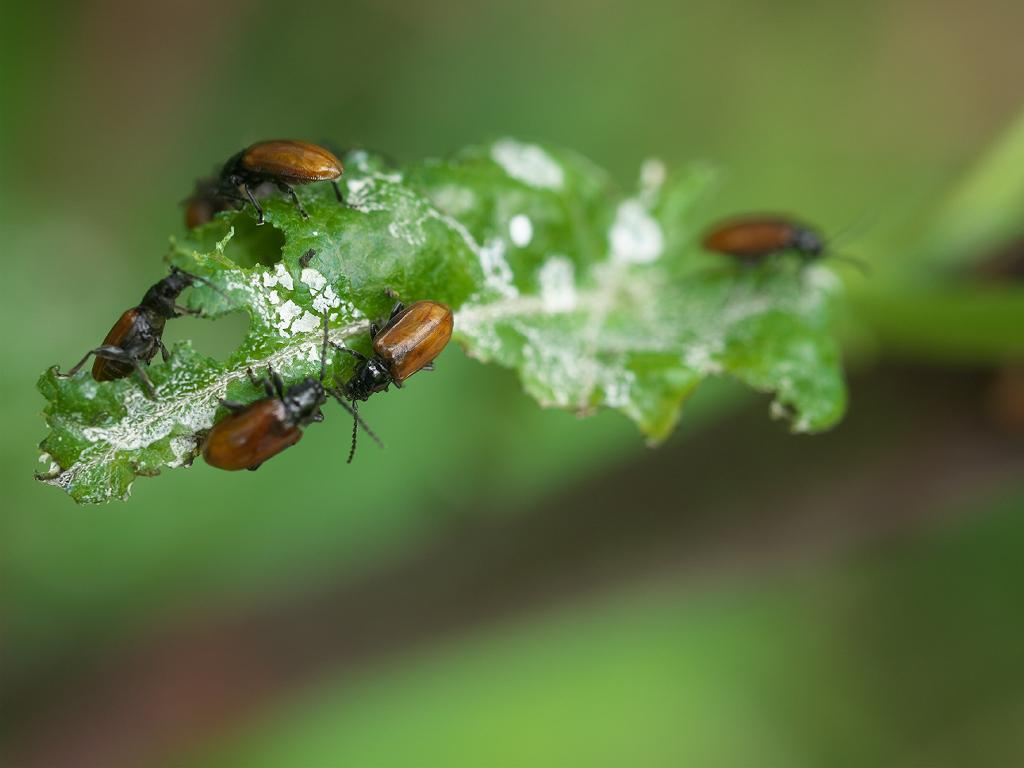
葉を食べている集団

成虫は4-7月に出現する。東京の低地では成虫が5-6月に見られる。京都での報告は6月上旬に採集した個体が橙黄色で長卵形の卵を地表に固めて産み付け、孵化した幼虫はガガイモの根の中に潜入して成長するのが確認された。幼虫は細長い円筒形で腹部の節間がよく発達し、体の側面が広く突出している。全体に白いが頭部や前胸背、歩脚、尾節板は黄褐色を帯びている。

## 分布
日本では本州、四国、九州に見られ、国外では中国から知られている。